# Mjösjötjärnen (Umeå socken, Västerbotten)
Mjösjötjärnen är en sjö i Umeå kommun i Västerbotten och ingår i Tavelån-Umeälvens kustområde.